# Devant-le-Pont
 (août 2025).
Si vous disposez d'ouvrages ou d'articles de référence ou si vous connaissez des sites web de qualité traitant du thème abordé ici, merci de compléter l'article en donnant les références utiles à sa vérifiabilité et en les liant à la section « Notes et références ».
Devant-le-Pont est un quartier de Visé, situé sur la rive gauche de la Meuse face au centre de Visé. De l'autre côté, Devant-le-Pont est séparé d'Haccourt par le canal Albert.

## Description
Le quartier est enclavé entre la Meuse et le canal Albert, et est relié par des ponts à Visé et à Haccourt. Devant-le-Pont est rattaché au sud à la Basse-Hermalle, qui appartient à Hermalle-sous-Argenteau.
Le ruisseau du Grand Aaz se jette dans la Meuse à Devant-le-Pont.